# Бен Муди
Бенджамин Робърт Муди (на английски: Benjamin Robert Moody) е американски музикант, мулти-инструменталист, музикален продуцент и актьор.
Познат е като основател, соло китарист и текстописец на американската рок група „Еванесънс“ от 1995 до октомври 2003 г., когато напуска групата и е заместен от Тери Балсамо. След напускането на „Еванесънс“ Муди се изявява в съвкупност от направления, като вокалист, инструменталист и текстописец, член на групите The Halo Method и We Are The Fallen.

### We Are The Fallen
Скоро след излизането на дебютния солов албум на Муди All for This през 2009 г., който е дългоочакван резултат от неговата солова кариера и колаборация с разни изпълнители от момента на напускането му на Еванесънс, той става член на новосформирана рок група, носеща името We Are The Fallen, което е пряка алюзия към албума Fallen на „Еванесънс“ от 2003 г. заради критиката към групата, че наподобяват особено стила им. Това се дължи най-вече на факта, че в групата е съставена от 2 души (3-ма, заедно с Муди) от бившите членове на „Еванесънс“ - барабанистът Роки Грей и основателя-китарист Джон ЛеКомпт, като останалите членове са победителката Карли Смитсън от американския Music Idol (която интригува с интересни вокали), и Марти О'Брайън, приятел на Бен Муди.